# Савромат III
Савромат III (Тиберий Юлий Савромат III Филоцезар Филоромей Эвсеб; греч. Τιβέριος Ἰούλιος Σαυροματης Γ' Φιλόκαισαρ Φιλορώμαίος Eυσεbής; умер в 232) — царь Боспора в 229—232 годах.

## Биография
Происходил из династии Тибериев Юлиев. Старший сын Котиса III, царя Боспора. О нем известно мало. В 229 году становится царем-соправителем с отцом. Его резиденцией становится Горгиппия или Гермонасса, а Савромат III фактически становится правителем азиатской части царства. Известна одна монета 231 года, где изображен Савромат III, а на обороте — римский император Александр Север.
Правление продолжалось до 232 года, когда тот умер. Преемником стал средний брат Рескупорид IV.